# Tomocichla sieboldii
Tomocichla sieboldii är en fiskart som först beskrevs av Kner, 1863.  Tomocichla sieboldii ingår i släktet Tomocichla och familjen Cichlidae. Inga underarter finns listade i Catalogue of Life.